# گاستروپاتی
گاستروپاتی (انگلیسی: Stomach disease) یا بیماری معده شامل ورم معده، گاستروپارزی، بیماری کرون و سرطان‌های گوناگون است.
معده یک اندام مهم در بدن است و نقش مهمی در گوارش غذاها دارد، آنزیم‌های گوناگون آزاد می‌کند و همچنین از بخش پایین روده در برابر ارگانیسم‌های مضر محافظت می‌کند. معده به مری در بالا و روده کوچک در زیر متصل می‌شود. معده به طور پیچیده با پانکراس، طحال و کبد مرتبط است. معده از نظر اندازه متفاوت است، اما شکل J ثابت است.
واژه گاستروپاتی به معنای «بیماری معده» است و در نام بیماری‌های گاستروپاتی فشار خون پورتال، گاستروپاتی هیپرپلاستیک هیپرترشری (بیماری منتریه) و غیره گنجانده شده است. با این حال، همه بیماری‌های معده با واژه "گاستروپاتی" برچسب‌گذاری نمی‌شوند. نمونه‌ها عبارتند از بیماری زخم معده، گاستروپارزی، و سوء هاضمه.
بسیاری از بیماری‌های معده با عفونت مرتبط هستند. در گذشته به طور گسترده اما به اشتباه اعتقاد بر این بود که محیط بسیار اسیدی معده، معده را از عفونت مصون نگه می‌دارد. بسیاری از مطالعات نشان داده اند که بیشتر موارد زخم معده، گاستریت و سرطان معده ناشی از عفونت هلیکوباکتر پیلوری است. در معده ترشح می‌شود به آمونیاک و دی اکسید کربن که اسید معده را خنثی می‌کند و در نتیجه از هضم آن جلوگیری می‌کند. در سال‌های اخیر، کشف شده است که سایر باکتری‌های هلیکوباکتر نیز قادر به استعمار معده هستند و با گاستریت مرتبط هستند.
داشتن اسید معده خیلی کم یا نداشتن به ترتیب به عنوان هیپوکلریدریا یا آکلرهیدریا شناخته می شود و شرایطی هستند که می توانند اثرات منفی بر سلامتی داشته باشند. داشتن سطوح بالای اسید معده، هیپرکلریدری نامیده می‌شود. بسیاری از مردم بر این باورند که هیپرکلریدریا می تواند باعث زخم معده شود. با این حال، پژوهش‌ها اخیر نشان می‌دهد که مخاط معده که اسید معده را ترشح می‌کند، مقاوم به اسید است.
انواع گوناگونی از اختلالات مزمن وجود دارد که بر معده تأثیر می گذارد. با این حال، از آنجایی که علائم در این اندام موضعی است، علائم معمول مشکلات معده شامل تهوع، استفراغ، نفخ، گرفتگی عضلات، اسهال و درد است.